# Jacques Oudot
Jacques Oudot (Melun, 21 de dezembro de 1913 — Bourg-en-Bresse, 13 de julho de 1953) foi um farmacêutico, médico, cirurgião e alpinista francês.
Os seus conhecimentos foram devidamente apreciados aquando da expedição francesa ao Annapurna, em 1950, expedição chefiada por Maurice Herzog e com Louis Lachenal como segundo, e na qual estes dois ficaram com alguns dedos das mãos e dos pés gelados, mas cujas consequências teriam sido muito mais graves sem a sua preciosa intervenção.
Como cirurgião, foi um pioneiro na cirurgia vascular da França.

## Distinções
Como todos os outros participantes da expedição ao Annapurna, também recebeu o Prix Guy Wildenstein